# 索羅門·米霍埃爾斯
索羅門·米霍埃爾斯（意第緒語：‎；1890年3月16日—1948年1月13日），蘇聯猶太人演員，也是莫斯科國家猶太劇院藝術總監，曾獲蘇聯人民藝術家。索羅門·米霍埃爾斯在第二次世界大戰期間擔任猶太反法西斯委員會主席。
然而，約瑟夫·斯大林在第二次世界大戰後追求反猶太主義路線，索羅門·米霍埃爾斯身為猶太領導人的地位導致蘇聯對他進行迫害。1948年，索羅門·米霍埃爾斯在斯大林的命令下被謀殺，他的遺體被撞倒，偽造成交通事故。

## 備注
1. ↑  或拼作שלוימע מיכאעלס

## 外部連結
- 互联网档案馆中索羅門·米霍埃爾斯的作品或与之相关的作品
- Solomon Mikhoels （页面存档备份，存于） at Find A Grave
- Виктор Левашов. Убийство Михоэлса （页面存档备份，存于） at lib.ru
- Video Lecture on Solomon Mikhoels by Dr. Henry Abramson of Touro College South （页面存档备份，存于）